# Ministry of War
Ministry of War, anciennement Terra Militaris en Europe, est un jeu vidéo de stratégie en temps réel massivement multijoueur historique.

## Historique
Ministry of War est développé par les développeurs chinois de Suzhou Snail Electronic Co. Ltd. (Snail Games), et est publié aux États-Unis par Snail Games USA, sa division de publication américaine. Arrivé en Europe, le jeu est publié par gPotato Europe, le portail de jeux en ligne de Gala Networks Europe, le 25 novembre 2010 en Europe sous le titre Terra Militaris. En 2014, les serveurs européens sont transférés de Webzen vers Snail Games USA, et le jeu est alors renommé Ministry of War.

## Système de jeu

### Combat
Le combat est primordial dans Ministry of War, les joueurs sont tenus de détruire des monstres PNJ et des armées. Dans le but de gagner des objets et de l'expérience pour leurs héros, ils peuvent attaquer des territoires neutres et des sanctuaires, ils peuvent aussi assaillir d’autres joueurs ou s’en défendre. Plus les héros deviennent puissants, et plus les joueurs auront la possibilité d'augmenter la taille de leur armée et la résistance de leurs troupes. Les héros possèdent également des compétences uniques qui peuvent donner un coup de pouce dans les batailles.
Les batailles peuvent être contrôlées manuellement par les joueurs, ou délivrées automatiquement, laissant ainsi l’intelligence artificielle décider des victoires et des défaites. Un joueur peut rejoindre ou quitter une bataille à tout moment. Une fois le combat commencé, il y a une courte période d'attente pendant laquelle les joueurs ont le choix de commander le combat eux-mêmes ou de renoncer au contrôle. Après cela, les joueurs auront 3 minutes pour vaincre leurs ennemis. Selon qui, quoi et où vous combattez, un héros recevra de l'expérience ainsi que des ressources ou de l’équipement. Si une armée est vaincue, les unités peuvent être reformées dans la ville, mais les héros eux-mêmes ne meurent jamais vraiment.

### Objectif
Il y a différents objectifs à atteindre pour un joueur selon son style de jeu. Certains joueurs souhaiteront posséder le plus grand nombre de territoires de toutes les civilisations et donc ils se concentreront sur l'expansion de leur influence au travers de temples et de prières. Tandis que d’autres joueurs souhaiteront peut-être s'allier avec une guilde et conquérir le plus grand nombre de territoires et piller des villes ennemies. Enfin une autre variété de joueurs choisiront de se battre dans les arènes contre d’autres joueurs afin d’atteindre le haut classement.

## Guildes
Le jeu exige d’être membre d'une guilde pour atteindre les conquêtes durables sur la carte du monde. Les joueurs rejoignant une guilde ont la possibilité de faire la guerre sur des territoires neutres, de construire de nouvelles villes et des camps, dans le but de lutter contre les autres civilisations. Les guildes peuvent se disputer le contrôle des villes historiques telles que Berlin, Alexandrie ou Milan.

## Récompenses
Terra Militaris a gagné le prix du meilleur jeu 2010 (Best New Game 2010) décerné par le site de jeu par navigateur BBGsite.com.
Terra Militaris a obtenu une note de 8,0 sur 10,0 sur le site de jeux en ligne OnRPG.com.
Terra Militaris a été sélectionné par GamingXP.com comme l'un des leurs « Best of gamescom 2010. 
Terra Militaris a reçu une note de 12/13 du magazine de jeux T1.